# ミラノ日本人学校
ミラノ日本人学校(伊:Scuola Giapponese di Milano)とはイタリアのミラノに所在する日本人学校である。
校舎は2階建ての白いビルの中にあり、サクロ・クオーレ・カトリック大学のフランチェスコ・セグニ氏は校舎を教育施設と言うよりカントリーハウスのようだと評している。
生徒数は2022年4月時点で63人在籍し、その多くはミラノ近辺に本拠地を置く日系企業の駐在員である。日本の公立校のシステムに則っているが、イタリア国内では私立学校という扱いになっている。
1976年2月25日に創立。1990年時点で教師は18人在籍し、その内1人のイタリア人教師を除き全員日本人であった。その当時はミラノ周辺に本拠地を置いていた140社もの日系企業が学校を資金面で支援していた。